# Groupe Helsinki de Moscou
Le Groupe Helsinki de Moscou (également connu sous le nom de Moscow Helsinki Watch Group, russe: Московская Хельсинкская группа) est l'un des principaux organismes russes de défense des droits de l'homme. Il a été créé en 1976 pour surveiller la conformité des Soviétiques à l'Acte final d'Helsinki et faire un rapport aux États occidentaux en cas de non respects des droits de l'homme dans l'Union Soviétique d'alors : Imposé au début des années 1980, le groupe est relancé en 1989 et continue d'opérer en Russie aujourd'hui.

## Historique

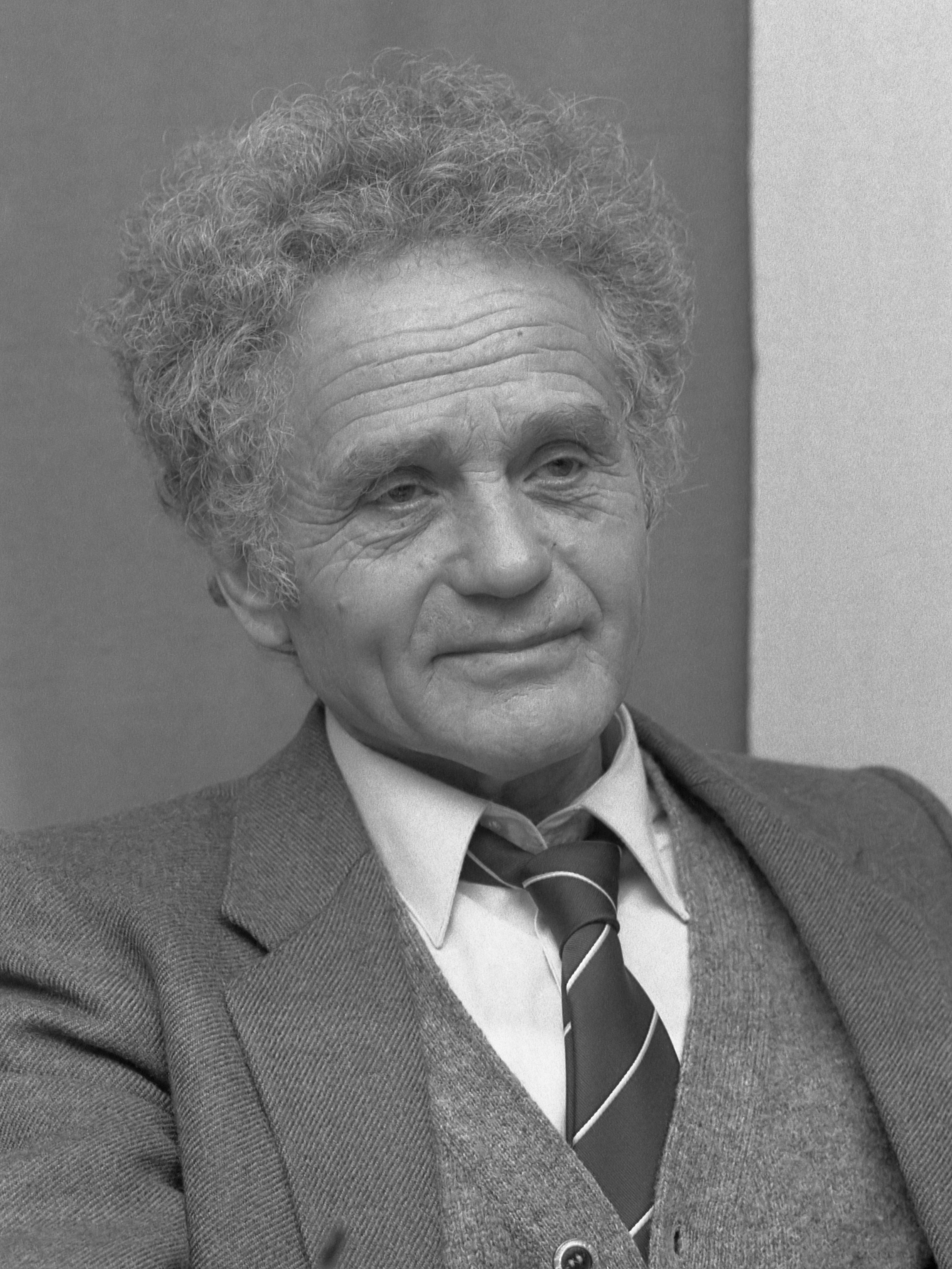
Yuri Orlov, l'un des fondateurs du Moscow Helsinki Group, (24 novembre 1986).

Dans les années 1970, Moscou Helsinki Group a inspiré la formation de groupes similaires dans d'autres pays du Pacte de Varsovie et des groupes de soutien en Occident. Au sein de l'Union soviétique, Helsinki Watch Groups a été fondé en Ukraine, en Lituanie, en Géorgie et en Arménie, ainsi qu'aux États-Unis (Helsinki Watch, plus tard Human Rights Watch). Des initiatives similaires ont vu le jour dans des pays comme la Tchécoslovaquie avec la Charte 77[réf. nécessaire]. Les groupes de suivi d'Helsinki inspirés par le Groupe Helsinki de Moscou ont formé la Fédération internationale d'Helsinki.
Le 19 décembre 2022, la direction Générale du ministère russe de la Justice de la ville de Moscou a déposé une plainte pour liquidation du groupe Helsinki de Moscou, trois jours plus tard, l'affaire a été acceptée par le tribunal de Moscou pour le numéro 3A-3719/2023. La base de la réclamation était les violations identifiées lors de la vérification. Le plaignant administratif a relevé que l'organisation n'était pas organisée de manière irrégulière[pas clair] et que ses membres participaient à des activités en dehors de la capitale, ce qui n'était pas prévu par la loi sur les associations pour les organisations régionales, telle qu'elle est définie dans les statuts.
Le 25 janvier 2023, le tribunal municipal de Moscou a satisfait aux exigences du ministère russe de la Justice et a décidé de liquider le groupe Helsinki de Moscou. Selon la publication Kommersant, au cours de la réunion, le bureau du procureur et le ministère de la Justice ont indiqué onze violations des « limites de l'activité territoriale », qui a commis le MHG, étant une organisation régionale de Moscou. Conformément aux dispositions du chapitre 34 cas RF, la décision n'est pas définitive et n'entre pas en vigueur immédiatement. La partie qui n'est pas d'accord avec la décision a le droit de déposer un recours dans un délai d'un mois à compter de la date de sa décision, l'Avocat des défendeurs Henry Resnick a déclaré que sa partie avait l'intention de demander l'annulation de la liquidation du MHG.
Cette suppression éventuelle s'inscrit dans la même lignée que celle du Centre Sakharov fondé à Moscou en 1996 ainsi que celle du journal en ligne Meduza existant depuis 2014.